# Новоивановский сельский совет (Никопольский район)
Новоивановский сельский совет (укр. Новоіванівська сільська рада) — входит в состав
Никопольского района
Днепропетровской области
Украины.
Административный центр сельского совета находится в 
с. Новоивановка.

## Населённые пункты совета
- с. Новоивановка
- с. Высокое
- с. Новосёловка